# Phile
Phile (auch Phile von Priene; altgriechisch Φίλη) war eine antike Griechin. Sie wurde aufgrund ihrer Sonderstellung als Inhaberin eines öffentlichen Amtes zur Mitte des 1. Jahrhunderts v. Chr. in der kleinasiatischen Stadt Priene bekannt.
Die wenigen überlieferten Informationen zu Phile stammen von einer Inschrift. Phile war demnach Tochter eines Apollonius und Ehefrau eines Thessalus. Genauere Informationen zu Vater und Ehemann liegen nicht vor, es ist aber sicher, dass sie der Oberschicht angehörte und offenkundig über ein großes persönliches Vermögen verfügen konnte. In einem nicht mehr genauer zu bestimmenden Jahr im ersten Jahrhundert v. Chr. war sie laut einer Inschrift als erste Frau Inhaberin des öffentlichen Amtes des stephanephoros, des höchsten, eponymen Jahresamtes der Stadt Priene. Wahrscheinlich wurde sie in das Amt gewählt, weil sie versprach, in dieser Zeit aus eigenen Mitteln das erste dringend benötigte Wasserreservoir und den ersten Aquädukt der Stadt zu errichten, was sie ausweislich der Inschriften auch getan hat. Die für Phile von der Stadt als Ehrung angebrachte Inschrift wurde bei Ausgrabungen an einem der Stützpfeiler der Zisterne gefunden.
Weil keine weiteren Nachrichten erhalten sind, kann über die weitere Ausfällung des Amtes nur spekuliert werden. Während religiöse Handlungen aufgrund der Beschaffenheit des griechischen Kults zumeist unproblematisch gewesen sein dürften, waren andere Pflichten wie die Ausrichtung von Festbanketten (deipna) zumindest mit ihrer Anwesenheit eher problematisch. Die Entwicklung hin zu einer wenn auch auf niedrigem Niveau vermehrten Zahl an weiblichen Amtsträgern im Hellenismus geht mit einer veränderten Lebenssituation von Frauen zusammen, die anders als in archaischer oder klassischer Zeit nun auch zu persönlichem wirtschaftlichen Erfolg und damit zu Reichtum kommen konnten. Meist in der Verbindung mit der Zugehörigkeit zu einer angesehenen Familie konnte dann in Ausnahmefällen auch eine politische Karriere Aussicht auf Erfolg haben. Gerade das Beispiel der Phile zeigt auch, dass Frauen nun diese Möglichkeit offenstand, denn wäre sie unwählbar gewesen und hätte sich kein Mann gefunden, hätte der reiche Zeus-Tempel der Stadt die Aufgaben und Auslagen übernommen. Möglicherweise war sie als Amtsträgerin auch wie später Plancia Magna in die unmittelbare Familienpolitik mit ihrer Amtsführung eingebunden.
Phile war nicht die erste und nicht die letzte Frau in dieser Position, vor allem in der römischen Kaiserzeit gab es noch häufiger Frauen, die als Wohltäterinnen ihrer Heimatstädte auftraten und dafür auch von diesen Städten geehrt und belohnt wurden. Besonders bekannt sind heute Plancia Magna in Perge und ihre wahrscheinlichen Nachfahrinnen Publia Plancia Aurelia Magniana Metoxaris und Aurelia Xenoniana Maidate in Selge. Doch blieben sie immer eine Ausnahme.
Die Rezeption der Phile erfolgt trotz der wenigen Informationen bis über die Fachkreise hinaus. In Judy Chicagos Kunstwerk The Dinner Party ist Phile als eine der 999 genannten Frauen auf einer Fliese vertreten. Sie wird dort mit anderen antiken Griechinnen verschiedener Lebensbereiche dem Gedeck der Dichterin Aspasia beigeordnet.